# Empresa asociada
Una empresa asociada, en el sistema jurídico de algunos países, es el modelo de sociedad mercantil que tiene entre 20 % y 50 % de sus activos en posesión de otra entidad, normalmente una empresa matriz, un socio estratégico o un grupo de sociedades. En otras palabras, el socio inversor mantiene un interés minoritario en la empresa, aunque suficiente para participar e influir en las decisiones de la junta de accionistas. No es aplicable este término a las sociedades que tienen más del 50 % de sus activos en propiedad de terceros.

## Distintas definiciones

### OCDE
El concepto manejado en el Modelo de Convenio de la OCDE considera una entidad asociada a una entidad física o jurídica (empresa, persona o conjunto de personas) que participan directa o indirectamente en la dirección, control o capital de otra empresa.

### Estados Unidos
En Estados Unidos, en cambio, la definición de empresa asociada se refiere al control que ejerce la empresa inversora sobre la misma o, alternativamente, que ambas sociedades sean propiedad de la misma persona física o jurídica, en cuyo caso ambas se consideran sociedades asociadas (associated company). Dicha posesión, o el derecho a ella, debe incluir al menos uno de los siguientes supuestos:
1. Una parte mayoritaria del capital social (disponible o futuro).
2. Una porción mayoritaria de los votos.
3. Una parte del capital, aunque no fuera mayoritaria, que aporte la mayor parte de ingresos o futuros ingresos netos de la empresa.
4. Derecho a una parte mayoritaria de los activos de la empresa durante una liquidación o cualquier otra circunstancia.

Antes de 2015, también hubo un supuesto relacionado con el Impuesto sobre sociedades, que fue eliminado.

### Reino Unido
De acuerdo con el UK Companies Act 2006, dos sociedades se definen como «asociadas» si una es subsidiaria de la otra, o si ambas pertenecen a una misma persona física o jurídica.